# Giardino Piazzale Bologna
Il giardino Piazzale Bologna è un'area verde di Milano, sita alla periferia sud-orientale della città.
Creata nel 2004 su un'area in precedenza occupata da edifici industriali, e progettata dallo Studio Land, ha una superficie di 16 300 m².